# Steyr AUG

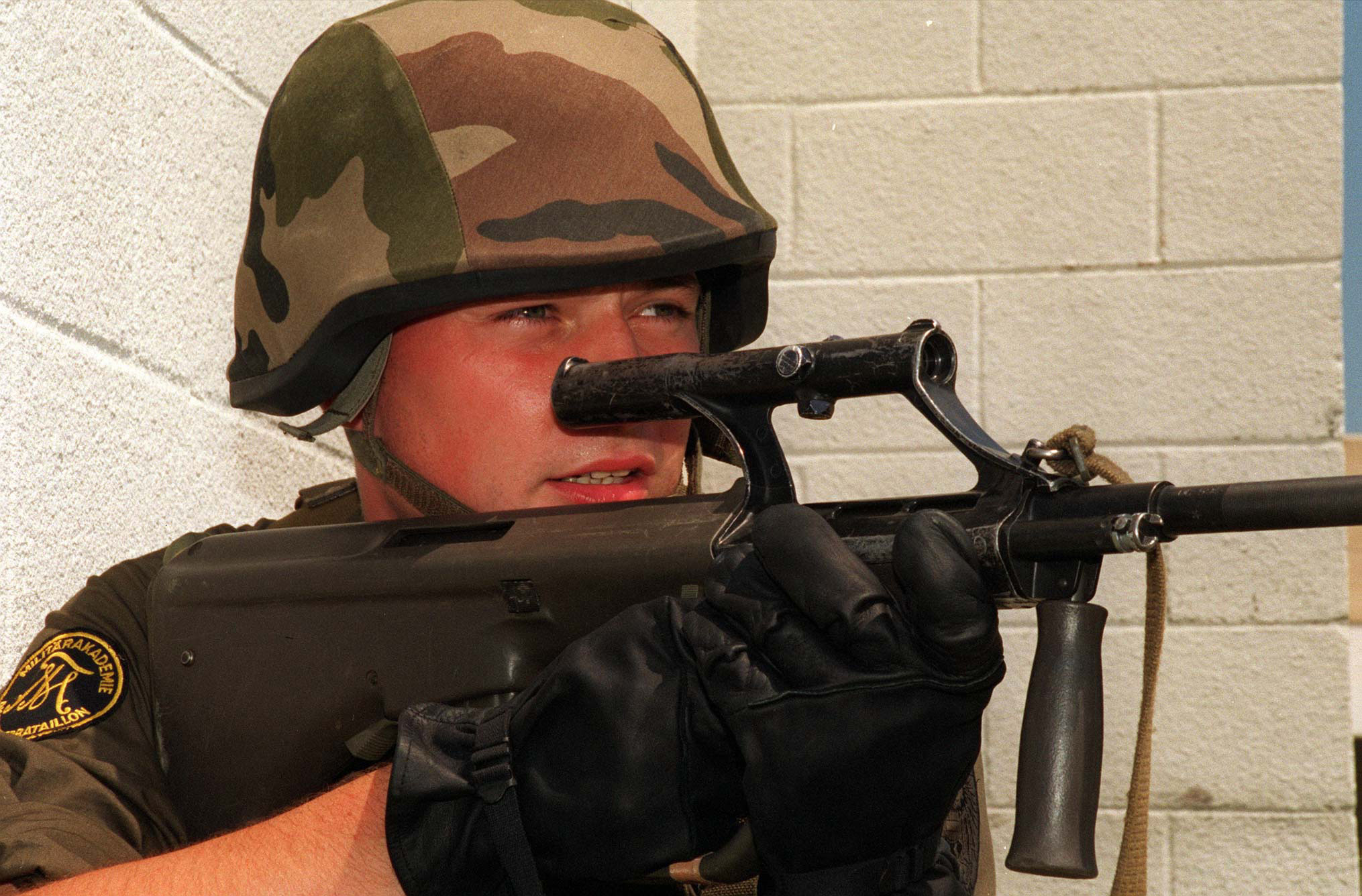
Австрийский солдат с винтовкой Steyr AUG на учениях отрабатывает технику ведения боя в городских условиях

Steyr AUG (Armee Universal Gewehr — армейская универсальная винтовка) — комплекс стрелкового оружия, выпущенный в 1977 году австрийской компанией Steyr-Daimler-Puch (ныне Штайр Армс GmbH). В Австрии винтовка выпускается по лицензии под маркой F88. Имеет сменные стволы разной длины: основной 508 мм, а также укороченные стволы 350 мм и 407 мм и тяжёлый ствол 621 мм.
В данной винтовке применена схема компоновки булл-пап, при которой магазин и затворный узел расположены позади рукоятки управления огнём и спускового крючка. Есть два режима огня: огонь одиночными выстрелами и автоматический огонь. Также возможна модернизация для ведения огня одиночными и с отсечкой по 3 выстрела.

## История
AUG была оригинальной по многим показателям, одним из главных преимуществ винтовки являлась модульность. Steyr AUG появился в рамках программы по разработке нового пехотного оружия для австрийской армии. В конце 1960-х годов было принято решение о необходимости перевооружения армии с винтовок StG.58 (лицензионные копии бельгийской FN FAL). Была разработана программа перевооружения, непосредственное её исполнение было поручено фирмам Steyr Daimler Puch AG и Swarovski Optic. Steyr Daimler Puch AG предстояло осуществить разработку и внедрение принципиально нового пехотного оружия, отвечающего жёстким конкурсным требованиям австрийской армии.
Перед разработчиками была поставлена задача создания максимально универсального единого пехотного оружия, которое могло бы выполнять все функции, до этого осуществлявшиеся разнообразным вооружением пехотного взвода. Кроме того, новая система пехотного вооружения должна была быть относительно лёгкой, транспортабельной, эргономичной, надёжной, простой в техническом обслуживании и иметь хорошую кучность стрельбы.
Компания Steyr подошла к решению вопроса довольно оригинально: вместо того, чтобы создавать нечто усреднённое, было принято решение двигаться по пути модульной сборки. Конструкция AUG состоит из блоков взаимозаменяемых модулей; таким образом, имея набор запчастей, его можно легко превратить в любое оружие от пистолета-пулемёта до снайперской винтовки. Значительную роль в создании нового оружия сыграли три австрийских конструктора: Хорст Весп (Horst Wesp), Карл Вагнер и Карл Мозер, со стороны австрийской армии проект курировал Вальтер Штолль (Walter Stoll). Разработанная конструкция не может претендовать на абсолютную оригинальность. И до начала разработки AUG создавались винтовки по схеме «буллпап», сменные стволы и затворные группы с начала XX века использовались в пулемётах, но именно конструкторам фирмы Steyr удалось создать наиболее удачное сочетание существовавших на тот момент разработок, что и обеспечило успех проекту и всемирную популярность данного оружия. Первые рабочие прототипы винтовки появились в середине 1970-х годов, а в 1977 году новое оружие было принято на вооружение под обозначением StG.77 (нем. SturmGewehr 77). В 1978 году было начато массовое серийное производство Steyr AUG, которое продолжается и до сих пор.
В 1980-х годах было принято решение о расширении функциональных возможностей армейской универсальной винтовки, был разработан набор модулей, позволяющий за счёт замены ствола и затворной группы (установка свободного затвора) преобразовывать её в пистолет-пулемёт, использующий патроны 9×19 мм Парабеллум, для обеспечения совместимости с магазинами под данный патрон устанавливается специальный адаптер-переходник.

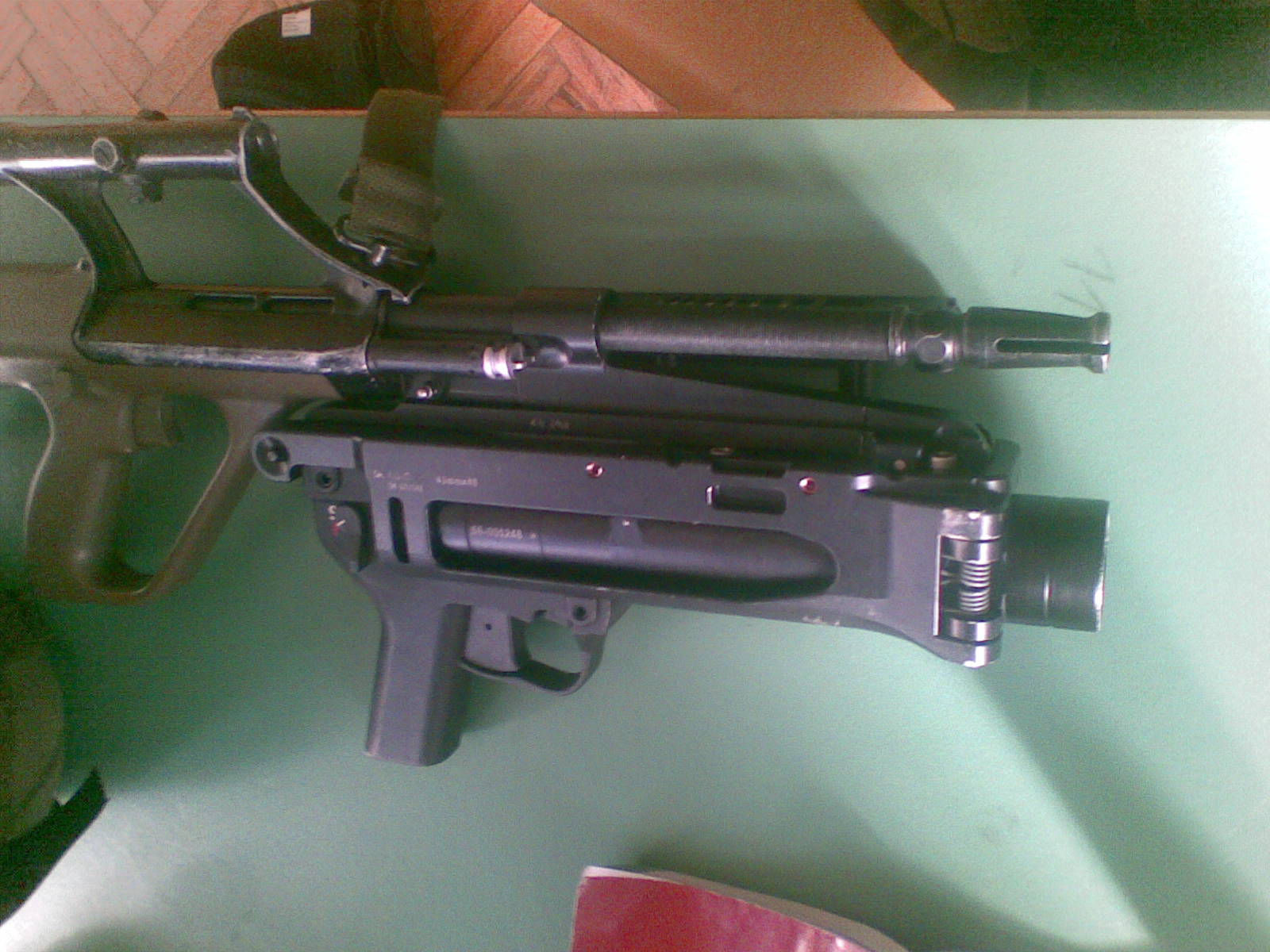
Вместо передней рукоятки возможна установка подствольного гранатомёта HK AG36

В дальнейшем совершенствование данного вида оружия продолжало двигаться по пути всё большей универсальности. В 2005 году была представлена модель AUG A3, принципиальным отличием которой от более ранних моделей является отказ от интегрированного оптического прицела в пользу стандартной направляющей типа Пикатинни и замена складной передней рукоятки ещё одной планкой Пикатинни. После данной модификации появилась возможность осуществлять установку практически любого стандартного прицела, от коллиматорного до ночного. Замена передней складной рукоятки позволила осуществлять установку подавляющего большинства стандартных модулей, от тактического фонаря и складной рукоятки до подствольного гранатомёта или даже боевого дробовика, две небольшие дополнительные планки сбоку от ствола позволяют произвести установку ЛЦУ или других необходимых дополнений. Таким образом, владелец может лично определить уровень необходимой ему функциональности и загруженности оружия дополнительными приспособлениями.

## Техническое описание
Автомат (а точнее — семейство стрелкового оружия) Steyr AUG — это автоматическое оружие, работающее по принципу отвода пороховых газов, с магазинным питанием, воздушным охлаждением сменного ствола, скомпонованное по схеме буллпап (при которой казённая часть ствола, затворная группа и магазин находятся позади рукоятки управления огнём и спускового крючка). Состоит в стандартной комплектации из шести легко заменяемых блоков.

### Механизм автоматики пороховых газов
Автоматика AUG основана на газоотводном механизме с коротким рабочим ходом газоотводного поршня. Запирание ствола проводится поворотом затвора с фиксацией на 7 боевых упоров за стальную муфту, расположенную в ствольной коробке. На затворе расположены гильзовыбрасыватель и подпружиненный отражатель. Стандартный затвор имеет выбрасыватель, расположенный справа, что обеспечивает выброс гильз вправо. При необходимости стандартный затвор может быть заменён на имеющий экстрактор слева, что обеспечит соответствующее направление полёта гильз. Затвор располагается на затворной раме, которая закреплена внутри корпуса оружия на двух полых трубках. В стандарте левый стержень служит толкателем, передающим затвору движение рукояти по взведению оружия. Правый является штоком газового поршня. Внутри этих трубок, позади затвора, находится возвратная пружина, внутри которой проходит стержень — направляющая. Рукоятка заряжания при стрельбе неподвижна, однако при необходимости она может быть жёстко соединена с затворной группой с помощью нажатия на кнопку, расположенную на само́й рукояти. В модели Steyr AUG A2 рукоятка заряжания может складываться вверх и имеет несколько изменённую форму.

### Ударно-спусковой механизм
Ударно-спусковой механизм (УСМ) выполнен в виде отдельного модуля, расположенного в прикладе. Он соединяется со спусковым крючком спусковыми тягами. Предохранитель выполнен в виде поперечной кнопки над рукоятью оружия и блокирует спусковую тягу. Перевод режимов огня производится нажатием на спусковой крючок разной степени выраженности. Неполное нажатие вызывает одиночный выстрел, полное — очередь. Ручной переводчик огня как таковой отсутствует. Практически весь УСМ изготовлен из пластика, за исключением штифтов, пружин, ударника, спусковых тяг. Для модификации Steyr AUG в ручной пулемёт выпускаются переделочные наборы, модифицирующие УСМ для стрельбы с открытого затвора. Существуют 3 варианта данного модуля, обеспечивающие разные режимы стрельбы: одиночными, очередями с отсечкой по 3 выстрела, непрерывными очередями.

### Питание
Питание боеприпасами Steyr AUG осуществляется из двухрядных коробчатых магазинов, изготовленных из ударопрочного пластика, с боковыми вставками из прозрачного полимера, для визуального контроля количества боеприпасов в магазине. Выпускаются магазины трёх типов — ёмкостью 9, 30 и 42 патрона. Первым типом магазинов оснащаются, как правило, модели, выпускаемые для гражданского населения. Вторым типом магазинов AUG оснащается в стандартной комплектации, третьим типом — в комплектации ручного пулемёта, увеличенная длина магазина на 42 патрона представляет определённое неудобство при стрельбе из положения лёжа. Защёлка магазина находится позади гнезда магазина и одинаково доступна для правой и левой руки, хотя и расположена несколько неудобно. Варианты пистолета-пулемёта используют стальные магазины на 25 патронов.

### Прицельные приспособления
Основным прицельным приспособлением для Steyr AUG A1 является несъёмный оптический прицел кратности 1.5Х, встроенный в рукоятку для переноски. Корпус прицела является частью ствольной коробки. Но на отдельных образцах, предназначенных для использования в качестве снайперских винтовок, вместо прицела и рукоятки устанавливалась планка Вивера. На случай выхода из строя штатной оптики на верхней поверхности корпуса расположены мушка и целик. Начиная с модели А2, прицел является съёмным и позволяет осуществлять установку различных направляющих для прицелов, таких, как планка Вивера или планка Пикатинни. Модель А3 имеет уже установленную планку Пикатинни для установки прицельных приспособлений и три планки для установки дополнительных устройств.

### Конструктивные особенности
Steyr AUG, как и всякое техническое изделие, обладает рядом специфических конструктивных особенностей, отличающих его от аналогичных устройств.

#### Корпус и компоновка
Корпус изготовлен из ударопрочного пластика монолитно, со скобой, охватывающей спусковой крючок и руку стрелка, и в моделях А1 и А2 — с пистолетной рукояткой. Окна для экстракции гильз расположены слева и справа, в зависимости от типа затворной группы одно из них закрыто пластиковой крышкой. Доступ к узлам и механизмам оружия осуществляется путём снятия затыльника приклада, который фиксируется посредством поперечного штифта, на котором расположена задняя антабка для ремня. Корпус может быть окрашен в различные цвета, наиболее распространён оливково-зелёный для армии, также существуют варианты пустынной окраски и чёрный для полицейских сил. Форма корпуса придаёт Steyr AUG характерный футуристический вид.
Все Steyr AUG комплектуются ремнём для переноски, на них может быть штатно установлен 40-мм подствольный гранатомёт M203.

#### Модульная структура
Steyr AUG в базовой комплектации состоит из 6 основных блоков:
- Ствольный блок — быстросъёмный, крепится поворотом на 8 упоров, расположенных снаружи на казённой части ствола в 2 ряда. Справа на стволе насажен газовый блок, в котором располагается газовый поршень и возвратная пружина. Слева расположена подпружиненная защёлка, фиксирующая ствол в ствольной коробке. Внизу под блоком расположен шарнир для крепления складной рукояти, в модели А3 — планка Пикатинни. На дульной части ствола расположен трёхщелевой пламегаситель. Стволы выпускаются 4-х видов с длиной 350 мм, 407 мм, 508 мм, 621 мм. Наиболее длинный ствол комплектуется складными сошками и применяется в случае модификации в снайперскую винтовку или ручной пулемёт. Канал ствола имеет правостороннюю нарезку с шагом 1:228 мм (1:9 дюймам), совместно с патронником имеет хромированное покрытие. Боевая живучесть ствола составляет 15000 выстрелов[3][9].
- Ствольная коробка (основной элемент оружия) изготовлена из прочного алюминиевого сплава, в местах наибольшей нагрузки усилена стальными пластинами[3].
- Затворная рама и затвор имеют 2 направляющие, одна из них передаёт усилие от газового поршня, вторая — от рукоятки взведения оружия.
- Ложа-приклад изготовлена из армированного стекловолокном полиамида и является основой всей конструкции. Внешние очертания ложи-приклада обеспечивают характерный внешний дизайн AUG. В пластиковом корпусе расположены возвратные пружины, предохранитель, защёлка ствольной коробки, спусковая скоба с тягами[5].
- Магазин — двухрядный, ёмкостью на 9, 30 или 42 патрона, изготовлен из пластика.

Неполная сборка-разборка с целью технического обслуживания осуществляется без помощи специальных инструментов. Винтовка разбирается на 6 основных модулей.
Порядок неполной разборки:
1. Отделить магазин.
2. Взвести ударный механизм, оставив ручку перезаряжания в крайнем заднем положении зафиксировав её в специальной выемке ствольной коробки.
3. Отделить ствол: пальцем отжать вниз кнопку замыкателя ствола, повернуть ствол с помощью рукоятки на 45 градусов по часовой стрелке и извлечь его.
4. Сдвинув стопор, извлечь ствольную коробку и затворную раму.
5. Извлечь ударно спусковой механизм: надавить на выемку в затыльнике приклада и вытащить чеку, отделить затыльник и извлечь УСМ.

Сборка производится в обратном порядке. Как мы видим из инструкции, по простоте неполной разборки AUG не уступает автомату Калашникова.

## Существующие модификации

AUG A1 базовой версии со стволом 508 мм

AUG A2 с коротким стволом 407 мм, и планкой Пикатинни

Steyr AUG A3 с установленным оптическим прицелом, тактическим фонарём и передней рукояткой. Сбоку от ствола видна свободная планка Пикатинни.

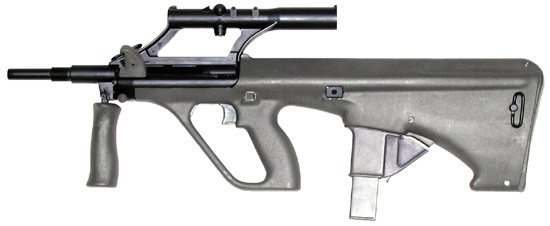
Steyr AUG в версии пистолета-пулемёта под патрон 9×19 мм Парабеллум

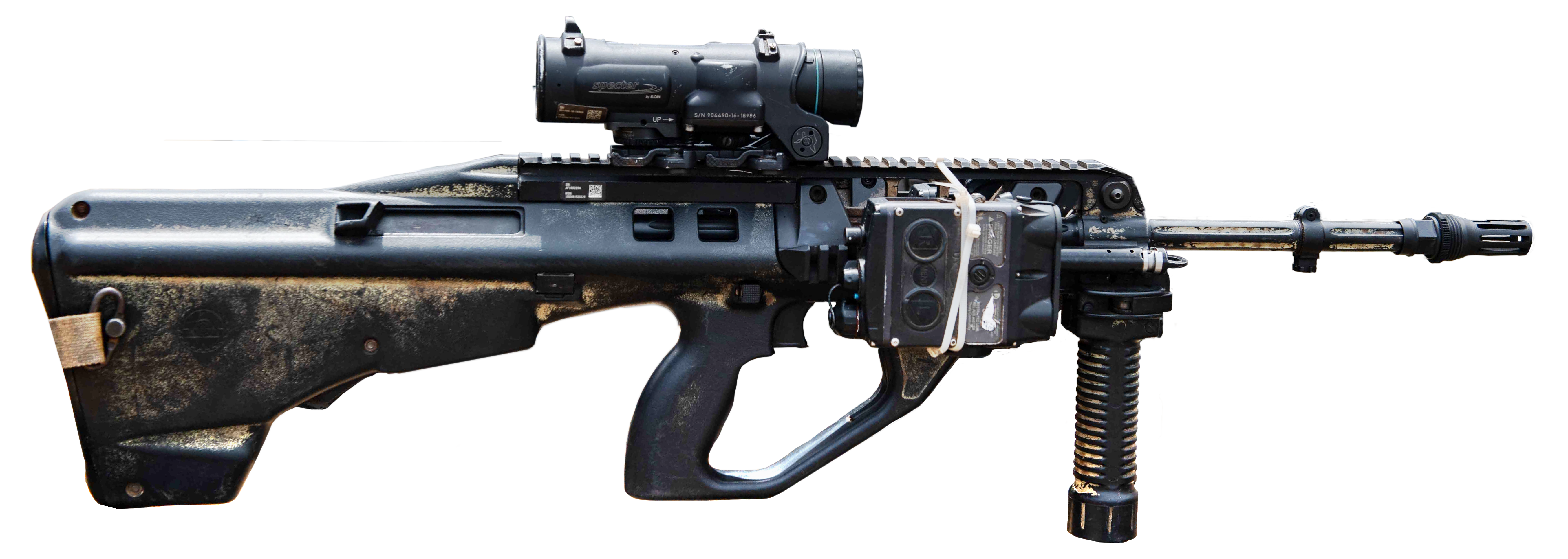
Австралийский EF88/F90 вариант

В настоящее время существуют следующие основные модификации:
- Steyr AUG A1 — базовая модификация, выпущенная в 1977 году, обладает всеми основными чертами, характерными для моделей более поздних серий. Характерной особенностью являются несъёмная фиксированная вертикальная передняя рукоятка и встроенный оптический прицел малой кратности, расположенный в ручке для переноски.
- Steyr AUG A2 отличается от модели базовой комплектации наличием универсального крепления для прицелов стандарта НАТО (планка Вивера) и складной передней рукояткой.
- Steyr AUG A3 отличается от базовой модели наличием четырёх планок Пикатинни: верхняя служит для крепления прицелов, к нижней может быть прикреплён подствольный гранатомёт или вертикальная передняя рукоятка, а к боковым крепится лазерный целеуказатель или другое необходимое дополнительное оборудование.
- Steyr AUG Z — гражданский самозарядный вариант AUG A2[7].
- Steyr AUG HBAR-T — марксманская винтовка калибра 5,56 мм, отличается от базовой модели более длинным и тяжёлым стволом.
- Steyr AUG LMG — ручной пулемёт калибра 5,56 мм на базе HBAR-T.

Любая из моделей Steyr AUG может быть модифицирована с помощью стандартного набора модулей в пистолет-пулемёт, карабин, автомат, снайперскую винтовку, ручной пулемёт.
В стандартной комплектации штурмовой винтовки устанавливается ствол 508 мм.
В результате замены ствола (на короткий ствол 350 мм или 407 мм) и затворной группы (под пистолетный патрон) получается пистолет-пулемёт под патрон 9×19 мм Парабеллум. Стандартные магазины от Steyr MPi 69 подключаются с помощью специального переходника, идущего в комплекте.
В случае карабина устанавливается укороченный ствол длиной 407 мм, остальное остаётся без изменений. Данная модификация осуществляется при оснащении AUG экипажей техники и, в некоторых случаях, десантников.
В комплектации снайперской винтовки устанавливается удлинённый ствол 621 мм, он может комплектоваться сошками. При установке более толстого и длинного ствола повышается кучность стрельбы, что позволяет использовать AUG в качестве достаточно посредственной автоматической снайперской винтовки под патрон 5,56×45 мм НАТО.
При использовании в комплектации ручного пулемёта производится замена ствола на удлинённый 621 мм и замена затворной группы. Питание боеприпасами осуществляется из магазинов повышенной ёмкости на 42 патрона или из стандартных магазинов на 30 патронов. Полученный ручной пулемёт уступает по тактико-техническим характеристикам многим образцам оружия, изначально имеющим данную конструкцию, но, тем не менее, способен эффективно выполнять все поставленные перед ним задачи.
Steyr AUG в различных модификациях производится в ряде стран по лицензии. Например, в Австралии производится вариант AUG, который имеет обозначение F88А1.

### Австралийские варианты
С конца 1980-х годов F88 стал стандартным индивидуальным оружием ADF, заменив L1A1 SLR и M16A1 в австралийской армии. С середины 2010-х годов на смену F88 пришел усовершенствованный F88 (EF88) Austeyr.

#### F88 Austeyr

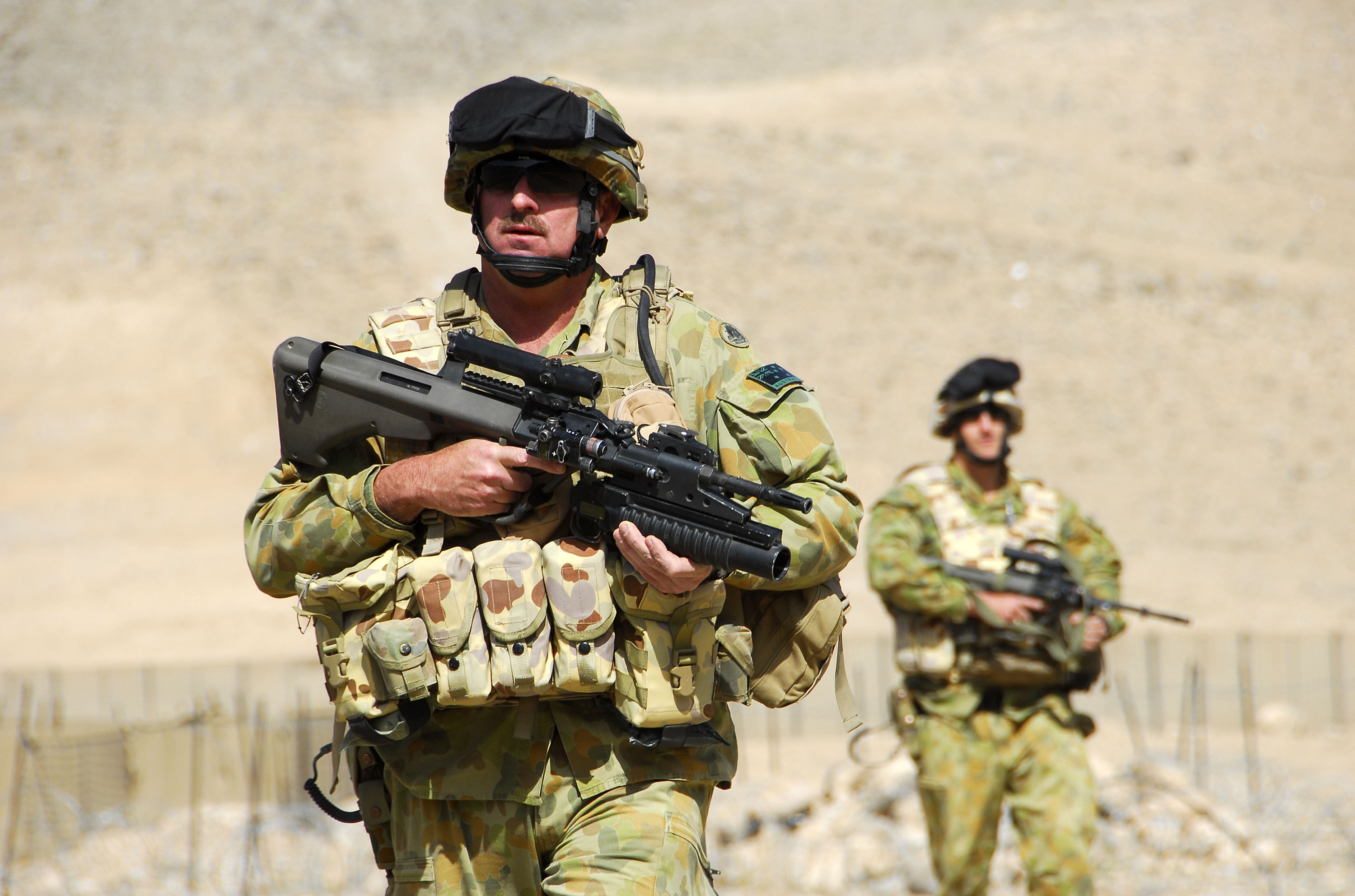
Австралийские солдаты в патруле с F88 Austeyr, оснащенным гранатометом M203.

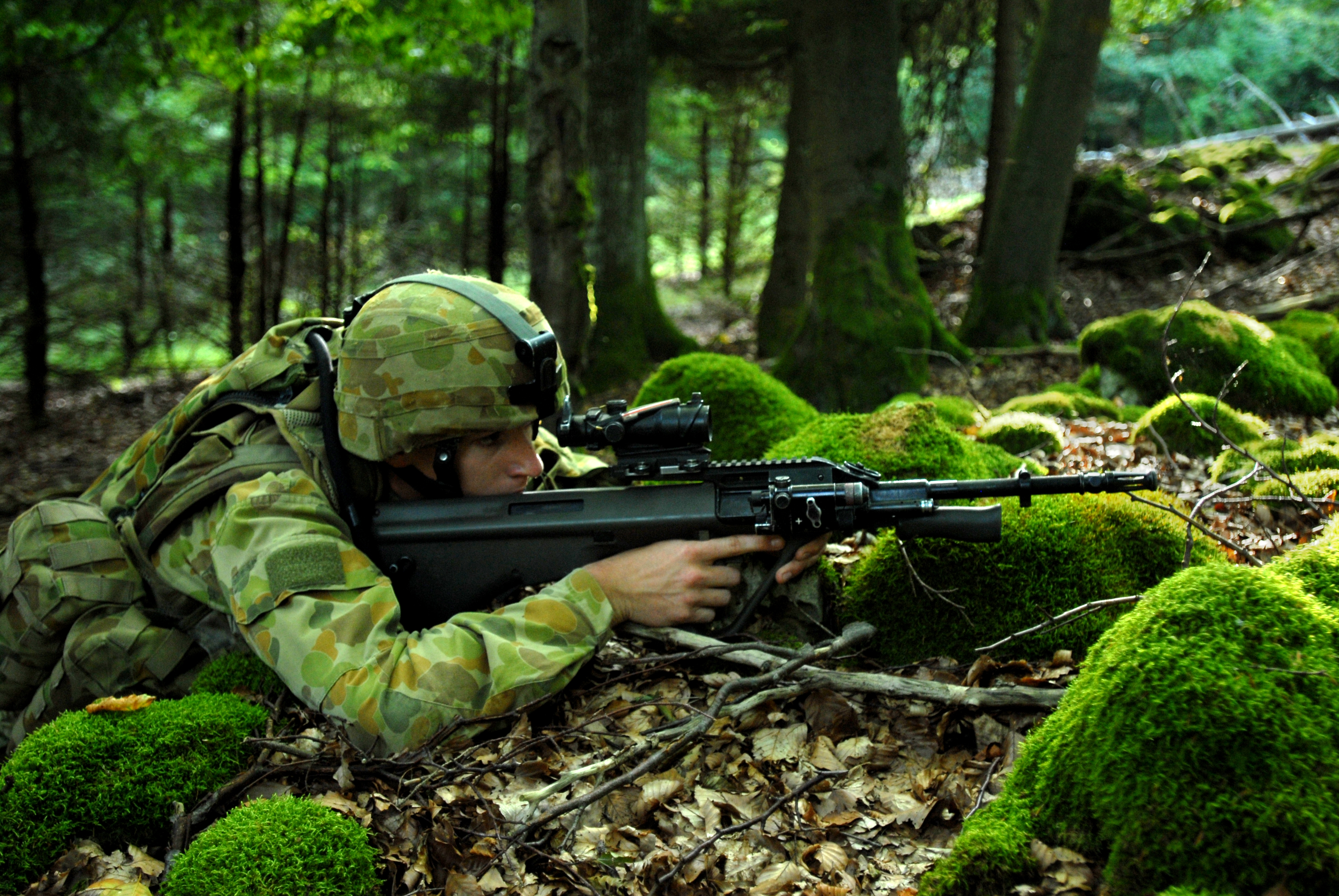
Австралийский солдат с автоматом F88A1 Austeyr

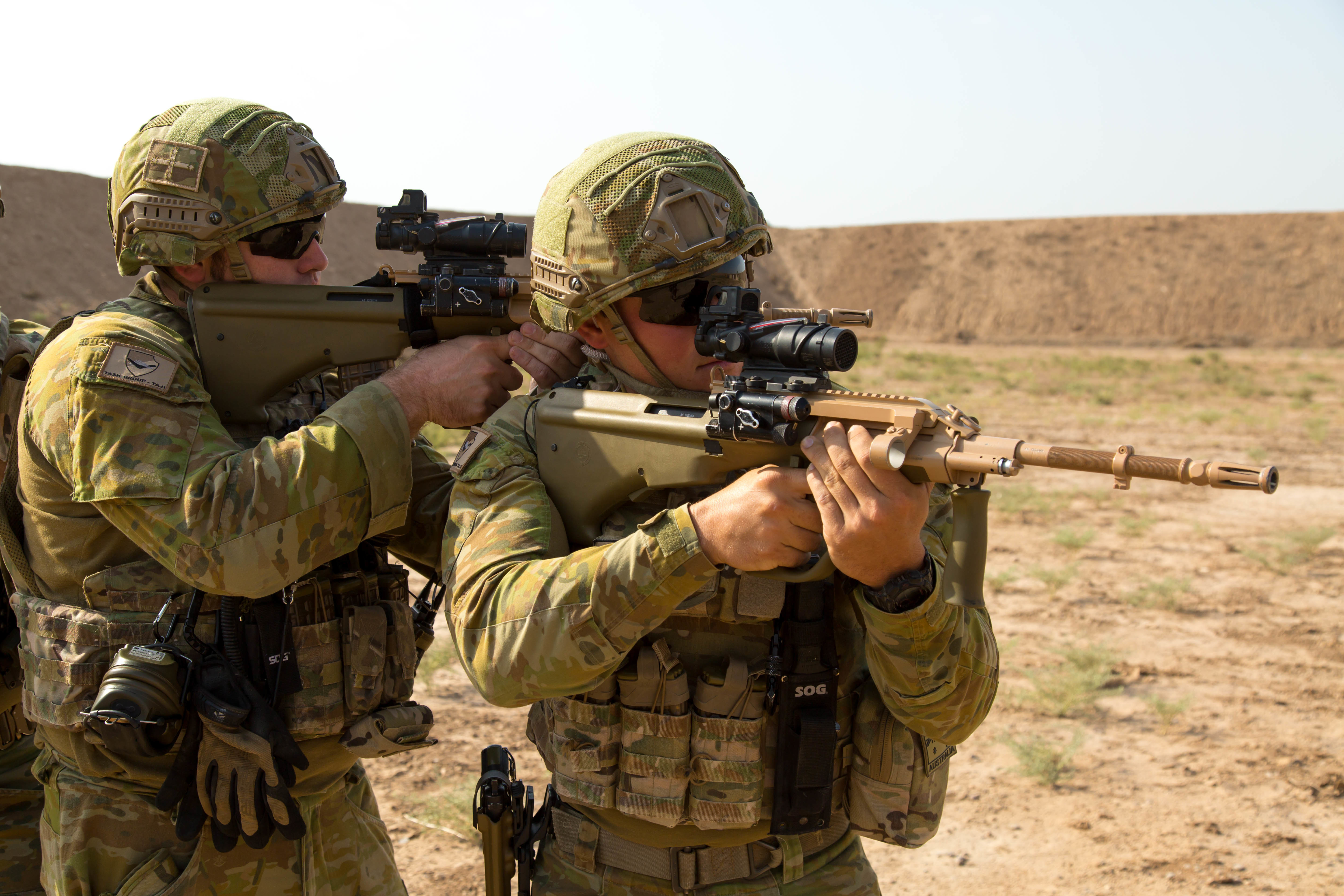
Австралийские солдаты с F88SA2 Austeyr

В 1985 году ADF заказали 67 000 пистолетов F88 Austeyrs, которые были произведены компанией Australian Defence Industries (ныне Thales Australia) на их заводе Lithgow Small Arms Factory по лицензии Steyr Mannlicher AG.
- F88 Austeyr — стандартный вариант винтовки с длиной ствола 508 мм (20 дюймов)[16].
- F88C Austeyr — карабинный вариант F88 Austeyr с укороченным стволом длиной 407 мм (16 дюймов) и без ушка для штыка.[16][17] F88C поставлялся в бронетанковые, вертолетные и парашютные подразделения.[18]
- F88T Austeyr — учебная винтовка под патрон .22 Long Rifle, поступившая на вооружение в 1999 году.[19][20] F88T поступала на вооружение пехотных подразделений, учебных частей и кадетов австралийской армии.[21]
- F88S (Special) Austeyr — вариант F88 Austeyr, поступивший на вооружение в 1993 году и оснащенный системой крепления Accuracy International Mounting System (AIMS), позволяющей устанавливать различные прицельные приспособления[22][17].
- F88SA1 Austeyr был модернизацией F88 Austeyr, поступившей на вооружение в 2003 году. На F88SA1 вместо стандартного оптического прицела была установлена интегрированная планка Пикатинни.[23] Планка позволяла устанавливать прицел Elcan Wildcat, прицел ночного видения AN/PVS-4 и прибор ночного прицеливания.[24][25] F88S был снят с вооружения.[26]
- F88SA1C Austeyr — карабинный вариант F88SA1 Austeyr с длиной ствола 407 мм (16 дюймов)[25].
- F88SA2 Austeyr — модернизированная модель F88 Austeyr, поступившая на вооружение в 2009 г. и поступившая в подразделения, участвовавшие в войне в Афганистане. Винтовка была снята с вооружения из-за проблем и вновь поступила на вооружение в конце 2010 г.[27] Винтовка имела двухцветную окраску с «темной ходовой частью цвета хаки и светло-коричневой верхней частью», чтобы соответствовать пустынной форме Disruptive Pattern Desert Uniform.[28] Конструктивные усовершенствования включали в себя модифицированную газоотводную систему для повышения надежности, увеличенное отверстие для выброса гильз, более длинную планку Пикатинни на верхней части оружия, модифицированный корпус прицела и крепление на боковой планке для фонаря и прибора ночного прицеливания (NAD)[29][30] Боеприпасы F1A1 были усовершенствованы для F88SA2.[31][29] Винтовка могла оснащаться стандартным прицелом 1.5x или оптическим прицелом Trijicon Advanced Combat Optical Gunsight (ACOG).[32].

F88 Austeyrs, оснащенные гранатометом M203 от M16A1, имели длину ствола 620 мм (24,4 дюйма). В 2001 году на смену гранатомету M203 от M16A1, а также гранатомету M79 пришел гранатомет Grenade Launcher Attachment (GLA). ADF заказали 3167 GLA. GLA оснащен интерфейсом Inter-bar (крепление для вооружения), гранатометом RM Equipment M203PI и квадрантным прицелом Knight’s Armament, к которому крепился прицел Firepoint red dot. Для установки Inter-bar были сняты штыковой выступ и передняя вертикальная рукоятка.
Усовершенствованное индивидуальное боевое оружие (AICW), разработанное Организацией оборонной науки и техники Австралии, компаниями Tenix Defence Systems, ADI, NICO и Metal Storm, представляло собой экспериментальный F88 Austeyr, оснащенный верхним стволом для 30-мм патронов Metal Storm.

#### EF88 Austeyr

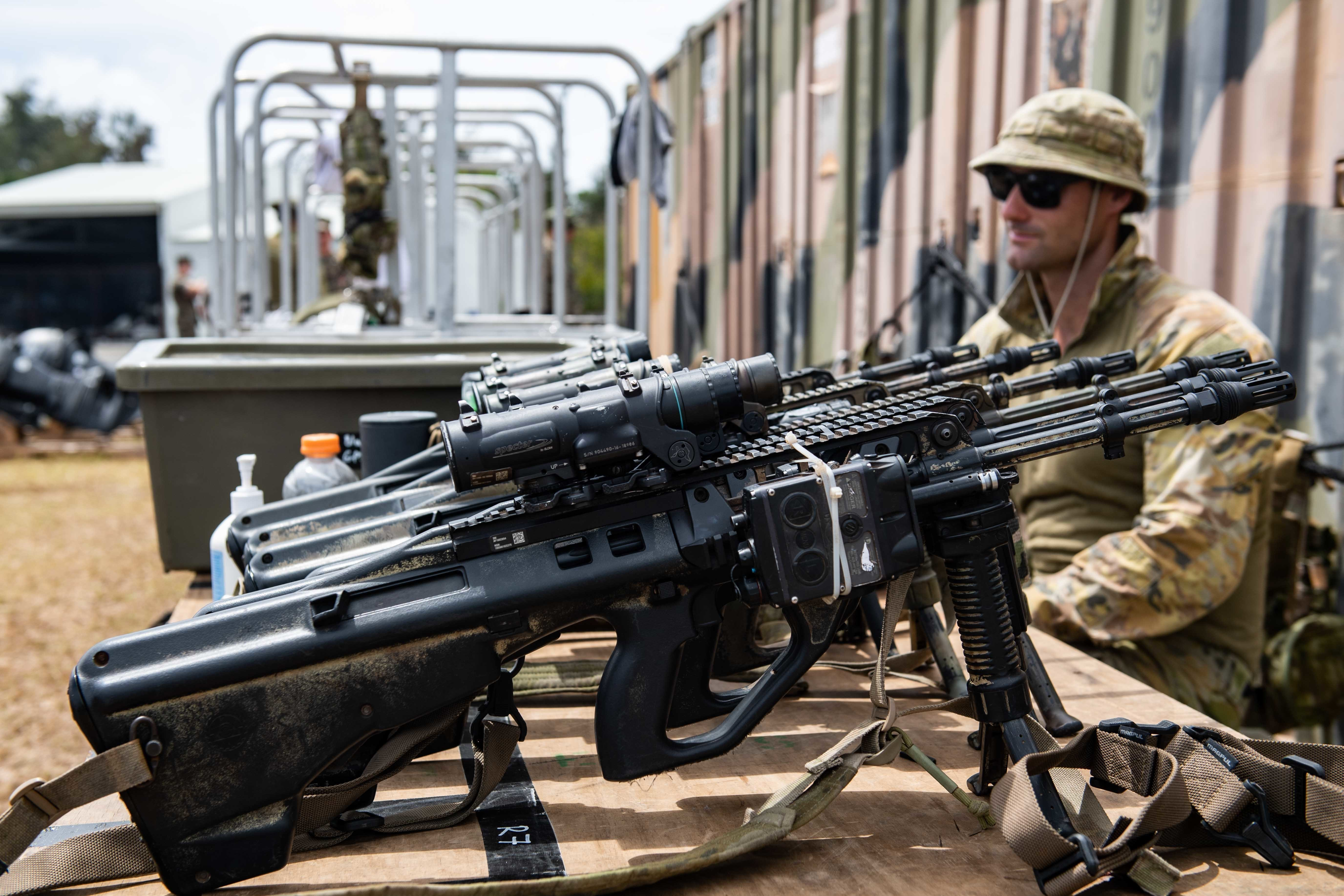
Автомат EF88 Austeyr демонстрируется во время RIMPAC в 2022 году

EF88 (Enhanced F88) был разработан компанией Thales Australia для Сил обороны Австралии в рамках проекта LAND 125 Phase 3C для замены F88 Austeyr. Thales Australia предлагает экспортную версию EF88 — F90. EF88 производится на оружейном заводе Lithgow Australia. Контракт на разработку улучшенной облегченной версии F88 Austeyr был подписан с Thales Australia в декабре 2011 года. В сентябре 2014 года Thales Australia получила контракт на начальное производство по низкой цене после получения предварительного одобрения конструкции. В июне 2015 года EF88 из начального производства по низкой цене были переданы пехотному батальону 1 RAR для испытаний перед предполагаемым внедрением EF88 в 2016 году. В июле 2015 года ADF разместила первоначальный заказ на 30 000 винтовок в двух вариантах — стандартной винтовки со стволом 20 дюймов (508 мм) и карабина со стволом 16 дюймов (406 мм). В июле 2020 года был размещен второй заказ еще на 8500 винтовок. Внутри и снаружи EF88 по-прежнему похожа на Steyr AUG, хотя и получила множество характерных модернизаций и изменений. В качестве цвета была выбрана черная отделка по сравнению с двухцветной, с «темным хаки нижней частью и светло-коричневой верхней» отделкой F88A2s.
Модификации включают следующее:
- Удлиненная верхняя направляющая NATO STANAG с нижней и боковой направляющими NATO STANAG[50][51]
- Фиксированный более легкий рифленый ствол[50][52]
- Складная рукоятка взведения затвора[50][51]
- Расширенное отверстие для выброса гильз с утопленными крышками[50]
- Усовершенствованный профиль приклада и улучшенная конструкция приварки щеки[50][51]
- Болтовая защелка на прикладе для более быстрой смены магазина[40][53]
- Совместимость с боеприпасами стандарта НАТО 5,56 мм[40][54]
- Улучшенный дневной прицел Elcan Spectre DR 1-4x[55][56]

Компания Thales провела испытания двух гранатометов для EF88 — Madritsch ML40AUS, разработанного специально для EF88, и Steyr SL40. В январе 2014 года Thales выбрала Steyr SL40 для EF88, поскольку ML40AUS имел «значительные» конструктивные проблемы. ADF заказала 2 277 SL40. SL40 крепится на нижнюю дополнительную планку винтовки, а его спусковой крючок выступает внутрь спусковой скобы винтовки. SL40 является производной от гранатомета Steyr GL40, весит 1,025 кг (2,26 фунта) и имеет ствол длиной 180 мм (7,1 дюйма). Для установки и снятия SL40 с винтовки не требуется инструмент. The ADF ordered 2,277 SL40s.
В Силах обороны Австралии обсуждался вопрос о пригодности EF88 для сравнения с такими вариантами платформы AR-15, как карабин M4 и SIG МСХ.
В ноябре 2021 года журнал Defence Technology Review сообщил, что австралийская компания Thales в сотрудничестве с австралийской армией разрабатывает индивидуальное оружие нового поколения в конфигурации буллпап под калибр 6,8 мм.

#### F90
В июне 2012 года компания Thales представила F90 на военной выставке Eurosatory в Париже. Lithgow Arms предлагает F90 с тремя вариантами длины ствола: 360 мм (14,2 дюйма), 407 мм (16 дюймов) и 508 мм (20 дюймов). Стволы имеют неподвижную холодную ковку, хромированную накладку и рифление. Для лучшей тепловой вентиляции в винтовке предусмотрены вырезы для отвода тепла. На винтовку также может устанавливаться гранатомет SL40. Номинальная циклическая скорострельность составляет 740 выстрелов в минуту.
В 2017 году компания Dasan Manufacturing получила права на производство F90, чтобы предложить их южнокорейским военным для будущей замены Daewoo K2. Dasan продает винтовку под названием DSR-90.
На выставке Defexpo 2018 компания MKU получила лицензионные права на производство F90 для индийских контрактов. В апреле 2019 года планировалось представить вариант F90CQB совместно с Kalyani Group для нужд индийской армии на карабин калибра 5,56 мм НАТО. С апреля 2020 года партнером Thales по производству F90 является Bharat Forge. BF будет поставлять его индийским военным и правоохранительным органам, а также на экспорт.
В 2016 году The Firearm Blog сообщил, что полуавтоматический вариант F90 Atrax будет доступен на гражданском рынке США. В 2018 году The Firearm Blog сообщил, что Dasan USA начала производство компонентов для Atrax. В 2019 году The Firearm Blog сообщил, что Thales отказалась от винтовки по «этическим причинам».
В марте 2018 года австралийская компания Thales представила винтовку F90MBR (Modular Bullpup Rifle). Она является преемником F90 и отличается совместимостью с магазинами STANAG.

## Страны-эксплуатанты

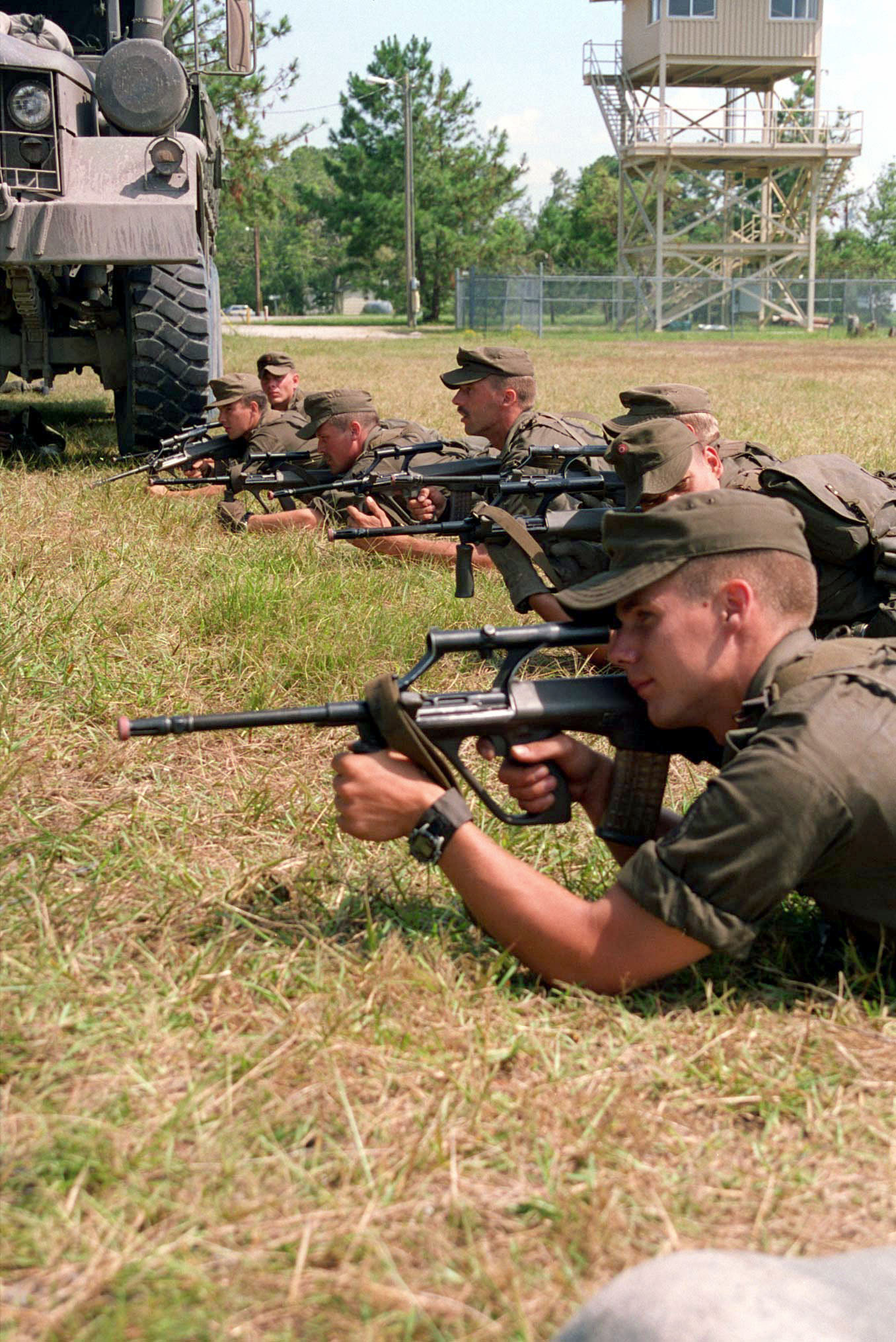
Австрийские солдаты с Steyr AUG на учениях

Steyr AUG был разработан в рамках программы перевооружения австрийской армии согласно новой тактической концепции, распространённой в 1970-е—1980-е годы. Первые 80 тыс. шт. были заказаны для австрийской армии в начале 1978 года и начали поступать в подразделения летом 1978 года.
AUG является универсальным стрелковым комплексом, который позволяет оснастить бойцов пехотного взвода всеми необходимыми видами лёгкого стрелкового оружия, в зависимости от задачи, и минимальными средствами.
В базовой комплектации он рассчитан на ведение огня на дальность до 400 метров силами малых тактических групп численностью до взвода в условиях скоротечного боя на средней и малой дистанции. Наиболее эффективным AUG является в условиях городского боя.
В максимальной мере реализовать существующие достоинства Steyr AUG может при вооружении им хорошо подготовленных групп аэромобильной пехоты, полицейских подразделений, мотопехоты, в составе крупных войсковых соединений с глубоко эшелонированной и дублированной системой материально-технического снабжения. AUG достаточно хорошо показал себя в ходе войны в Ираке, где использовался именно так.
- Австрия — AUG A1 с 1977 года находится на вооружении армии и спецподразделений полиции Австрии под обозначением Stg 77. 
  - В 2018 году начата программа перевооружения на AUG A3. Пехотные части получили стандартную версию под обозначением StG77 MOD, а подразделения специального назначения AUG A3SF под обозначением StG77 Kommando.
- Австралия — в 1989 году принята на вооружение армии, заменив винтовки L1A1 SLR и M16. Стоит на вооружении под обозначением F88 Austeyr. Используются варианты F88C, F88S-A1, F88SA-1C, F88S-A2 и EF88 Austeyr.
  - В 2016-2018 годах проведена замена всех наличных модификаций на EF88 в профессиональных подразделениях.
- Аргентина — в 1975 году было принято решение о замене находившихся на вооружении FN FAL автоматами под патрон 5,56×45 мм, в 1979—1983 гг. был разработан автомат FARA 83 (выпущенный в количестве нескольких сотен штук), но в середине 1980-х было принято решение о закупках первых Steyr AUG. Тем не менее, вопрос о выборе нового автомата для перевооружения оставался войск не решённым до конца 1980-х годов (в 1989—1990 гг. были изготовлены ещё несколько FARA 83 с возможностью использовать магазины Steyr AUG)[78].
  - По состоянию на 2019 год выдавались парашютистам и экипажам техники. Начата замена на Daniel Defense DDM4A1.
- Болгария — в 1990-х годах AUG A1 получены болгарским МВД, использовались СОБТ. Списаны в пользу Primary Weapons Systems AR-15 Mk 114.
- Боливия[9]
- Бразилия — Используются Бразильским агентством разведки с ноября 2011 года.
- Великобритания — в подразделениях специального назначения (SAS)[9] и до 2020 года был стандартным пехотным оружием ополчения Фолклендских островов (Falkland Islands Defence Force).
- Гамбия
- Германия — в подразделениях специального назначения Германии (GSG-9)[9]
- Джибути
- Индонезия
- Ирландия —  Steyr AUG A1 принята на вооружение в 1988 году как замена FN FAL. В 2014 году проведена программа модернизации наличных винтовок, новая версия получила название AUG Mod 14.[79]
- Италия — в специальных войсках.
- Камерун — принята на вооружение в 1984 году[80]
- Люксембург — на вооружении армии, используется Steyr AUG A2. С 2023 года заменяется на HK416.
- Малайзия — в 1989 году закупила 100 тыс. шт. и лицензию на производство, винтовки приняты на вооружение.[80]С 1991 года выпускаются фирмой Syarikat Malaysia Explosive Ordnance.
- Марокко — AUG A2 и A3 используются батальонами пограничной охраны сухопутных войск[9]
- Нидерланды
- Новая Зеландия — принята на вооружение в 1986 году[80]. Первые 5000 винтовок были произведены на заводе Steyr Daimler Puch, все остальные — производства Thales Australia (бывшая ADI). Новозеландский вариант основан на австралийской F88 Austeyr, но не имеет кнопки автоматического предохранителя. В армии имел обозначение 5.56mm IW Steyr. 28 июня 2019 года было принято решение о постепенном перевооружении войск на 5,56-мм автомат LMT MARS-L[81]
- Оман — в 1981 году принята на вооружение королевской гвардии Омана, позднее принята на вооружение вооружённых сил страны[80]
- Пакистан
- Папуа — Новая Гвинея — Вариант F88.
- Польша — используется специальными войсками.
- Саудовская Аравия — принята на вооружение в 1980 году[80]
- США — в 1994 году импорт автоматического варианта Steyr AUG в качестве гражданского оружия был запрещён[82], но автоматы этого типа используются войсками, состоят на вооружении в полицейских спецподразделениях SWAT, пограничной службе и береговой охране США[9]
- Китайская Республика
- Тунис — принята на вооружение в 1978 году[80]
- Уругвай — заказано[когда?] 7000 Steyr AUG A2UR для пехоты.
- Филиппины
- Хорватия — в специальных войсках.
- Эквадор[9]

Поскольку некоторые страны закупали Steyr AUG в небольших количествах (для вооружения отдельных спецподразделений или опытной эксплуатации), их продажи осуществлялись не только по государственным контрактам, но и через частные фирмы, торгующие оружием (в частности, через «Interarms»).

## Достоинства и недостатки
Как и всякое другое оружие, Steyr AUG имеет свои достоинства и недостатки, часть из них обусловлена схемой буллпап, часть является индивидуальной особенностью данной модели.

### Достоинства
- Схема построения буллпап позволяет сократить общую длину оружия при сохранении прежней длины ствола.
- Смещение затворной группы к прикладу положительно сказывается на кучности стрельбы.
- Смещённый к прикладу центр тяжести позволяет бойцу быстро переносить огонь по фронту и в глубину благодаря оптическому прицелу малой кратности.
- Довольно высокая надёжность узлов и механизмов, возможность ведения огня при нахождении воды в канале ствола[9].
- Возможность перекомпоновки модулей оружия согласно поставленной тактической задаче, от пистолета-пулемёта до ручного пулемёта или снайперской винтовки.
- Возможность адаптации как для правши, так и для левши путём переноса окна экстрактора.
- Начиная с модели A2, наличие универсального крепления для прицелов стандарта НАТО позволяет оснащать оружие прицельными приспособлениями согласно поставленной тактической задаче. В модели А3 оснащённость универсальными креплениями только выросла, что позволило комплексу Steyr AUG приобрести ещё большую гибкость в настройках под предполагаемые задачи.
- Наличие изготовленного из полупрозрачного пластика магазина позволяет визуально контролировать количество боеприпасов[9].

### Недостатки
- Высоко расположенные прицельные приспособления заставляют стрелка выше подниматься из укрытия, например, при стрельбе из положения лёжа[9].
- В боевых условиях левше затруднительно использовать настроенный для правши автомат, так как окно экстрактора расположено слишком близко к лицу стреляющего. При ведении огня с левой руки при правостороннем экстракторе гильзы летят прямо в лицо стреляющему. В Steyr AUG есть возможность изменять расположение окна гильзовыбрасывателя, но в боевых условиях осуществить его замену практически невозможно. На сегодняшний день в продаже существуют различные гильзоотражатели которые крепятся у окна экстракции гильз. Они позволяют стрелять с любой руки.[9].
- Специфическое расположение магазина значительно затрудняет перезарядку, особенно при стрельбе из положения лёжа.
- Расположение и специфическое устройство системы возвратных пружин могут приводить к отказам оружия при попытке ведения огня после извлечения автомата из жидкой грязи. В таком случае будет необходимо произвести ручное досылание следующего патрона, что однако лучше, чем полный вывод из строя оружия других типов с расположением магазина после спусковой скобы (справедливо для автоматов при отсутствии газового поршня)[9][нет в источнике].

## Заключение
В целом Steyr AUG является достаточно эффективным и надёжным оружием, позволяющим пехотному взводу гибко приспосабливаться к текущей тактической обстановке, наиболее эффективным при ведении городского боя и в молниеносных штурмовых операциях. Механизмы и автоматика при своевременной чистке и замене эффективны и надёжны. Исходя из особенностей конструкции и тактико-технических характеристик, можно сказать, что AUG — подходящее оружие для небольшой профессиональной армии невоюющей страны, групп аэромобильной пехоты или аналогичных спецподразделений, предназначенных для нанесения молниеносных ударов, и специальных подразделений полиции. Согласно опросу, проведённому среди специалистов американским телеканалом Military Channel с целью выяснения 10 лучших моделей стрелкового оружия XX века, Steyr AUG занял 7-е место.